# Iosif Vulcan
Iosif Vulcan (Pusztahollód, 1841. március 31. – Nagyvárad, 1907. szeptember 8.) magyarországi román író, szerkesztő. (Nevét Vulcan József alakban is használta.)

## Élete
Görögkatolikus lelkészcsaládban született. Édesanyja Irinyi Viktória, Irinyi János és Irinyi József nővére. A középiskolát Nagyváradon végezte a premontrei gimnáziumban, majd jogot tanult a Pesti Egyetemen. Letette ugyan az ügyvédi vizsgát, de hamar az irodalom felé fordult. Első irodalmi próbálkozásai a Federațiunea (Szövetség) című lapban jelentek meg, majd a Concordia című politikai lapba írt tárcákat. 1865 júniusában Familia (A család) címmel irodalmi lapot indított, melynek programja a román kultúra erdélyi terjesztése volt. Szerkesztette még a Gura Satului (A falu szája) című élclapot is.
A bukaresti Tudományos Akadémia rendes tagjai közé választotta. A Kisfaludy Társaság a román irodalomnak magyar nyelven való ismertetéséért 1871-ben levelező tagjai sorába választotta, ahol A román népköltészetről címmel tartott székfoglaló beszédet. István vajda című tragédiáját magyar fordításban a nagyváradi Szigligeti Színházban is előadták.
Végső nyughelye a nagyváradi Rulikowski temetőben található, ahova az Olaszi temetőből annak felszámolása során az 1970-es években temették át.

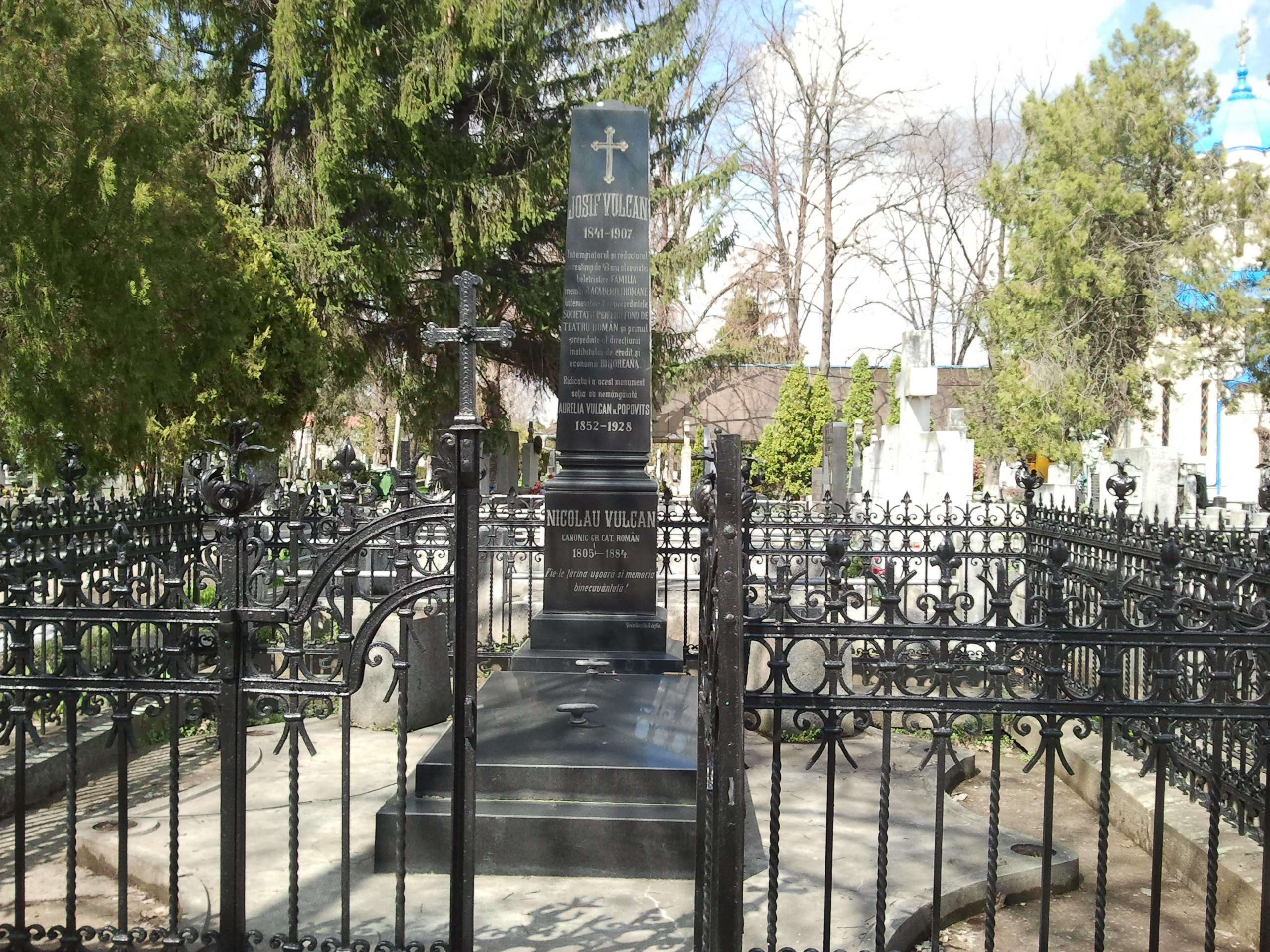
Sírja Nagyváradon a Rulikowski temetőben

## Művei
- Lira mea, versek, 1882
- Ștefan Vodă cel Tânăr (A fiatal István vajda), színmű
- Gărgăunii Dragostei, színmű
- Mireasă pentru Mireasă (Menyasszonyt a menyasszonyért), színmű
- Panteonul Roman, életrajz-gyűjtemény, 1869

## Magyarul
- Román népdalok; ford. Ember György et al., bev. Vulcanu József; Kisfaludy-Társaság, Bp., 1877 (A hazai nem-magyarajkú népköltészet tára)
- Iosif Vulcan a Kisfaludy Társaságban; váll., bev., jegyz. Köteles Pál; Kriterion, Bukarest, 1970 (Téka)